# Luca Cappellari
Pour les articles homonymes, voir Cappellari.
Luca Cappellari (né le 28 janvier 1963 à Udine, dans le Frioul-Vénétie Julienne) est un pilote automobile italien.

## Palmarès
- 2003 : FIA GT, 3e
- 2004 : FIA GT, champion
- 2005 : Championnat d'Italie de GT, 3e
- 2007 : 3e des 24 heures du Nürburgring